# Heilig-Kreuz-Kirche (Srokowo)
Die Heilig-Kreuz-Kirche in Srokowo (deutsch Drengfurth) ist ein Backsteinbau, der 1409 errichtet wurde. Nach mehr als hundertjähriger vorreformatorischer Zeit wurde sie von der Reformation bis 1945 das zentrale Gotteshaus des evangelischen Kirchspiels Drengfurth in Ostpreußen. Seit 1945 ist sie römisch-katholische Pfarrkirche von Srokowo in der polnischen Woiwodschaft Ermland-Masuren.

## Geographische Lage
Die Ortschaft liegt in der historische Region Ostpreußen, an der Omet. Durch den Ort verläuft die Woiwodschaftsstraße 650, die Stara Różanka (Alt Rosenthal) unweit der Stadt Kętrzyn (deutsch Rastenburg) mit Węgorzewo (Angerburg) und Gołdap (Goldap) verbindet.
Der Standort der Kirche befindet sich im nordöstlichen Ortsgebiet an der ulica Traugutta.

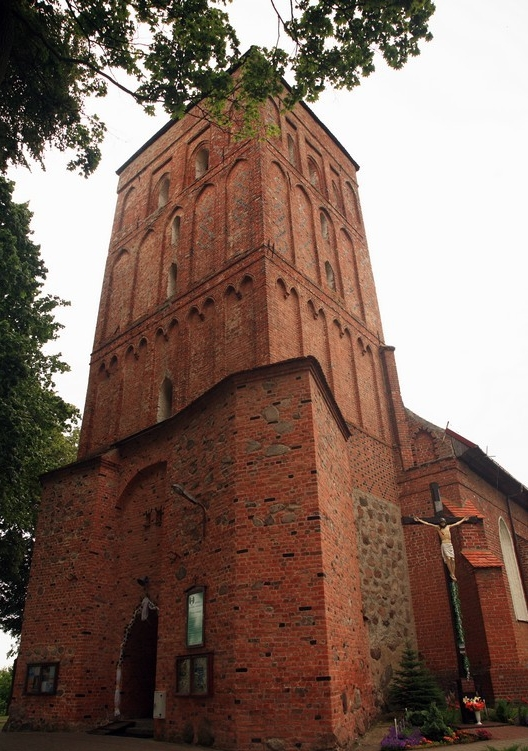
Der auf quadratischem Grundriss errichtete massive Turm der Kirche

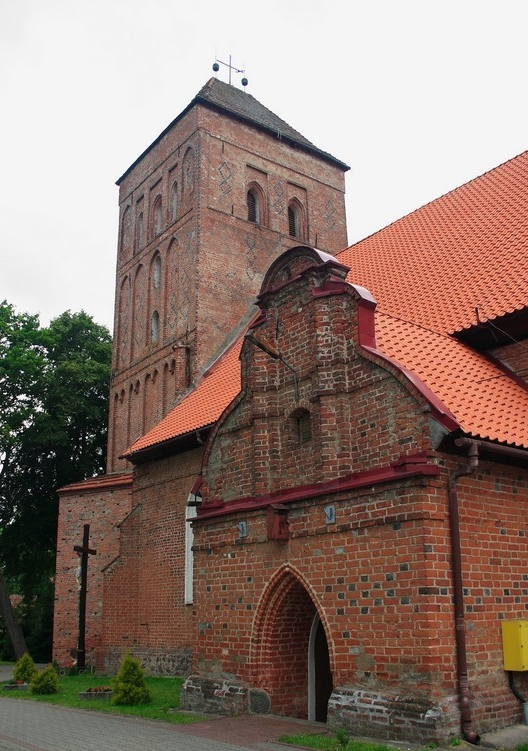
Die Vorhalle an der Südseite der Kirche

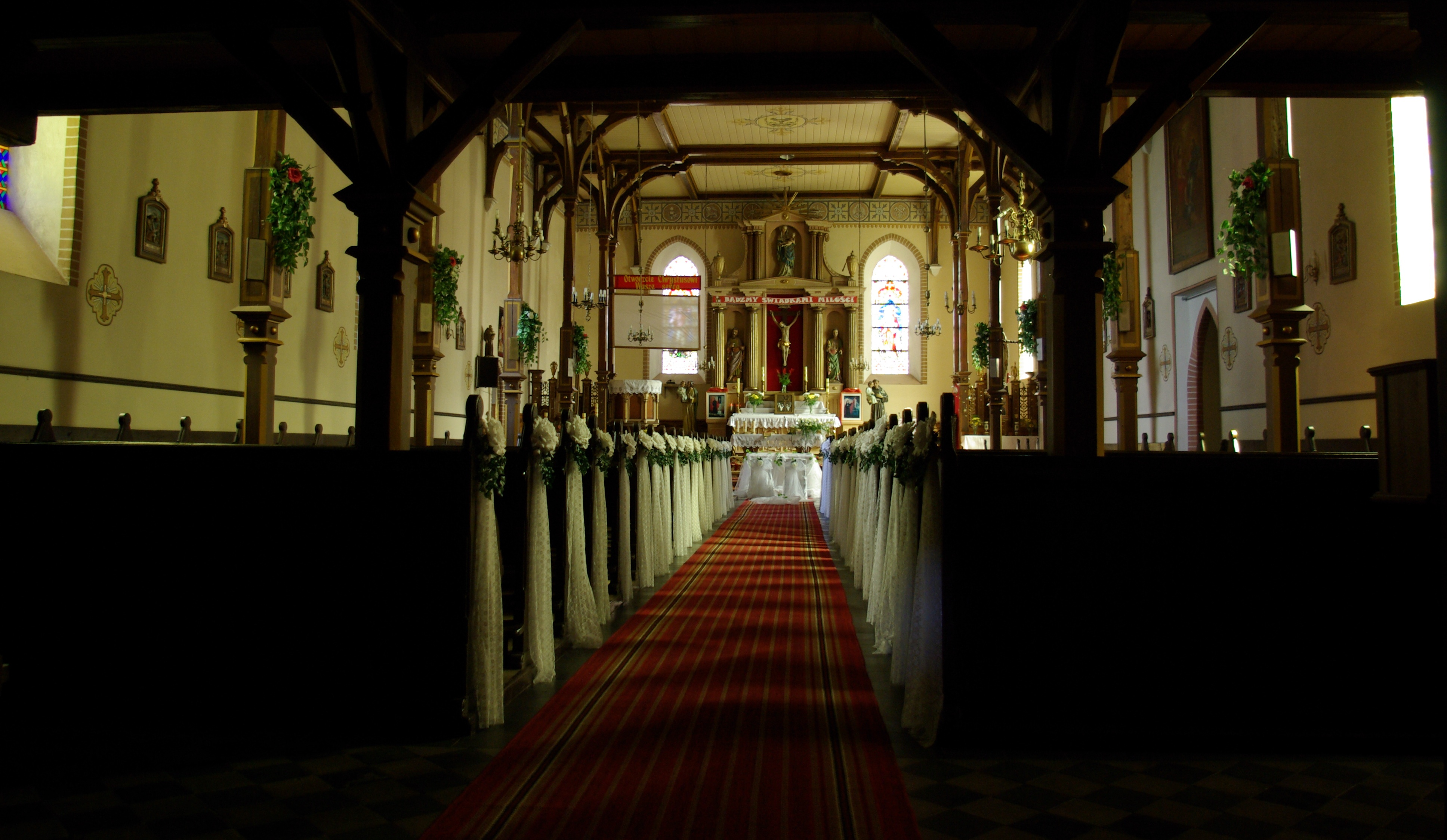
Innenansicht der Kirche

## Kirchengebäude
Im Jahre 1409 wurde in Drengfurth eine Kirche errichtet, die sich als chorloser verputzter Backsteinbau auf Feldsteinfundament bis heute erhalten hat. Der Bau mit seinem massiven Westturm entspricht gotischer Architektur. Die Saalkirche wurde 1577 erneuert, wobei man vermutlich den Turm erhöhte. 1637 erfolgte eine neuerliche Renovierung, und im Jahre 1657 erfolgte nach dem Tatarensturm nahezu ein Wiederaufbau, bei dem man die Turmhöhe auf 31 Meter reduzierte. Dabei wurde auch das Kreuzgewölbe im Schiff durch eine flache Bretterdecke mit Pfeilern ersetzt, und der Innenraum erhielt Emporen. Drei Brüstungsfragmente mit bemalten Füllungen sind noch vorhanden. 1897 wurde eine neue Decke eingezogen.
Die Vorhalle im Süden und die Sakristei im Norden behielten ihre alten Kreuzgewölbe. Den Turm restaurierte man 1708/1709, wobei die Strebepfeiler an seinem Fuß 1712 von Maurermeister Matz aus Königsberg (Preußen) (heute russisch Kaliningrad) angebracht wurden. Den Giebel der Vorhalle erneuerte man 1718. Eine weitere Renovierung der gesamten Kirche erfolgte 1824. 1897 wurde eine neue Decke eingezogen.
Der Altar wurde 1824 von Bildhauer Wilhelm Biereichel aus Rößel (polnisch Reszel) – möglicherweise unter Verwendung älterer Teile – geschaffen. Die Bilder stammen von Johannes Strunge, ebenfalls aus Rößel. Die Kanzel entstand 1897, die Taufkammer aus dem zu Ende gehenden 17. Jahrhundert. Zur Innenausstattung gehört eine Skulptur der Mutter Gottes mit Kind im Altar von etwa 1410, außerdem eine achteckige Taufschale aus Messing von 1664. In der Turmhalle befindet sich ein Weihwasserbecken aus Granit aus dem 15. Jahrhundert.
Im Jahre 1769 erhielt die Kirche eine Orgel. Sie war das Werk des Königsberger Orgelbauers Johann Preuß. Das Instrument war damals einmanualig und verfügte über 13 Register. Der Prospekt ist bis heute erhalten. 1882 erfolgte der Einbau eines Pedals durch den Orgelbaumeister Max Terletzki aus Königsberg. 1897 wurde ein Orgelneubau durch Wilhelm Sauer vorgenommen. Das Instrument verfügte dann über zwei Manuale mit Pedal bei 18 Registern.
Die Glocken der Kirche stammten aus den Jahren 1870, 1871 und 1873.
1945 übernahm die Römisch-katholische Kirche das dann dem Heiligen Kreuz gewidmete Kirchengebäude im Tausch ihrer Drengfurther Kapelle mit der Evangelischen Kirche. In den Folgejahren wurde das Gebäude mehrfachen Restaurierungen unterzogen und seine Ausstattung den veränderten liturgischen Bräuchen angepasst. 1974 fand eine Orgelrenovierung statt, 1975 wurde das Kirchendach erneuert. In den 2000er Jahren standen mehrfache Renovierungsmaßnahmen an, 2008 noch eine Überarbeitung der Orgel.
Auf dem Dachboden der Kirche in Radzieje (deutsch Rosengarten) fand man 2017 die Holztafel mit Namen der Gefallenen des Ersten Weltkriegs aus der Drengfurther Kirche. Sie ist auf ihren angestammten Platz zurückgekehrt.

## Kirchen-/Pfarrgemeinde
Die Gründung der Kirche in Drengfurth erfolgte in vorreformatorischer Zeit. Mit der Reformation hielt die lutherische Lehre Einzug in die kleine Stadt und ihr Umland an der Omet.

### Evangelisch

#### Kirchengeschichte
Bereits in den 1540er Jahren amtierte an der Drengfurther Pfarrkirche ein evangelischer Geistlicher, von 1569 an bis 1926 von einem zweiten unterstützt. Die Kirchengemeinde war der Inspektion Rastenburg zugeordnet, später dann bis 1945 dem gleichnamigen Kirchenkreis in der Kirchenprovinz Ostpreußen der Kirche der Altpreußischen Union. In Drengfurth lebte vor 1945 eine überwiegend evangelische Einwohnerschaft: so waren 1816 von 1217 Einwohnern 1211 evangelisch, 1858 waren es von 1739 Einwohnern 1659, und 1925 von 1618 Einwohnern 1613.
Die Zahl der Gemeindeglieder im gesamten Kirchspiel Drengfurth belief sich 1925 auf 4650. Sie wohnten in der Stadt und etwa 30 Dörfern, Orten und Wohnplätzen. Das Kirchenpatronat oblag dem Magistrat der Stadt Drengfurth.
Flucht und Vertreibung der einheimischen Bevölkerung ließ nach 1945 die Zahl der evangelischen Einwohner erheblich schrumpfen. Man entschloss sich zwischen den beiden Konfessionen die Kirchengebäude zu tauschen. Die kleinere katholische Kapelle übernahm die jetzt zuständige Pfarrei in Kętrzyn als Filialkirche. Sie ist der Diözese Masuren der Evangelisch-Augsburgischen Kirche in Polen zugehörig.

#### Kirchspielorte
Zum Kirchspiel Drengfurth gehörten bis 1945 die Orte:
| Deutscher Name                                                    | Polnischer Name |  | Deutscher Name   | Polnischer Name |  | Deutscher Name | Polnischer Name |
| ----------------------------------------------------------------- | --------------- |  | ---------------- | --------------- |  | -------------- | --------------- |
| Bergensee                                                         | Pieczarki       |  | Ivenhof          | Leśny Rów       |  | Nordenort      | Oparczyska      |
| * Drengfurth, Stadt (mit: Drengfurthshof und Waldhaus Drengfurth) | Srokowo         |  | Jäglack          | Jegławki        |  | * Salzbach     | Solanka         |
| * Drengfurth, Vorstadt                                            |                 |  | Knipprode        | Chojnica        |  | Schönthal      | Rybakowo        |
| Eulenhof                                                          | Sówka           |  | Kollkeim         | Kolkiejmy       |  | * Schülzen     | Silec           |
| Friedenthal                                                       | Suchodoły       |  | Leitnerswalde    | Osikowo         |  | Serwillen      | Surwile         |
| Friedrichsberg                                                    | Wilcza Wólka    |  | Louisenhof       | Podlasie        |  | Stein, Forst   | Kamień          |
| Fürstenau                                                         | Leśniewo        |  | * Marienthal     | Kosakowo        |  | Terra          | Siemkowo        |
| Fürstenhof                                                        | Księży Dwór     |  | Marschallsheide  | Marszałki       |  | Waldenthal     | Lesieniec       |
| Fürstenwalde                                                      | Kaczory         |  | (Adlig) Mühlbach | Młynowo         |  | *Wolfshagen    | Wilczyny        |
| Hochberg                                                          | Wysoka Góra     |  | Nordenhof        | Pyszki          |  |                |                 |

#### Pfarrer
Als evangelische Geistliche amtierten an der Kirche in Drengfurth:
- NN., bis 1545
- Michael Eusebius, 1541–1545
- Johann Kaunitz, 1551
- Andreas Kallamanski, 1561–1568
- Alexander Wüsthaupt, ab 1568
- Bartholomäus Cortanus, 1569–^597
- Leonhard Wendt, 1576/1579
- Georg Rasch, 1583–1595
- Philipp Tinctorius, 1595–1615
- NN., 1597
- Caspar Danowius, 1599–1619
- Peter Tinctorius, 1612–1621
- Andreas Gille, 1624
- Andreas Großmann, 1624
- Peter Prilowius, bis 1625
- Johann Bachius, 1625/1629
- Abraham Mansuetus
- Johann Christoph Rehfeld, 1653–1657
- Christoph Bielau, 1659–1672
- Andreas Nockius, ab 1661
- Andreas Friederici, 1672–1684
- Matthäus Cörber, ab 1685
- Leopold Mrosovius, 1698–1737
- Johann Georg Passarge, 1723–1761
- Thomas Dombrowski, 1736–1737
- Christian Swonckowski, 1738–1743
- Georg Matth. Cucholowius, 1743–1747
- Friedrich Ludwig Boretius, 1749–1754
- Johann Gottfried Krakau, 1754–1787
- Johann Ernst Henne, 1761–1793
- Georg Alb. And. Skopnick, 1788–1791
- Johann Wilhelm Gisevius, 1792–1796
- Theodor Benjamin Schenkel, 1794–1816
- Paul Sonnenberg, 1797–1798
- Johann Friedrich Grawert, 1799–1813
- Friedrich Wilhelm Willimzig, 1814–1817
- Johann Gotthard Mertens, 1816–1830
- Friedrich Otterski, ab 1822
- Simon Mäckelburg, ab 1830
- Ernst Julius Otterski, 1839–1883
- Wilhelm August Simon, 1856–1867
- Gustav Peter Westphal, 1868–1890
- Rudolf A.K. Otterski, 1888–1898
- Richard O.H. Schweitzer, 1890–1895
- Berthold Gustav Schallenberg, 1896–1917
- Albert Jackson, 1899–1911
- Otto Meyhöfer, 1911–1913
- Wilhelm Albert Olschewski, 1913–1920
- Kurt Toball, 1916–1930
- Helmut Lappoehn, 1922–1926
- Johann Albert H. Klein, 1930–1939
- Herbert Braun, 1940–1945

#### Kirchenbücher
Von den Kirchenbüchern der Pfarre Drengfurth haben sich erhalten und werden im Evangelischen Zentralarchiv in Berlin-Kreuzberg aufbewahrt:
- Taufen:
  - Deutsche Gemeinde:
    - Stadtbezirk: 1766–1830, Landbezirk: 1766–1788 und 1815–1830, Militärbereich: 1767–1782, Gesamtpfarrei: 1831–1890

  - Polnische Gemeinde:
    - Stadtbezirk: 1792–1822, Landbezirk: 1792–1821, Gesamtpfarrei: 1749–1771, 1822–1890

- Trauungen:
  - Deutsche Gemeinde:
    - Stadtbezirk: 1729–1825, Landbezirk: 1765–1825, Gesamtpfarrei: 1825–1890

  - Polnische Gemeinde:
    - Stadtbezirk: 1792–1796, 1804–1822, Landbezirk: 1792–1804, Gesamtpfarrei: 1750–1771, 1822–1890
- Begräbnisse:
  - Deutsche Gemeinde:
    - Stadtbezirk: 1737–1808, Landbezirk: 1765–1808, Gesamtpfarrei: 1809–1891

  - Polnische Gemeinde:
    - Gesamtpfarrei: 1750–1890

### Katholisch

#### Kirchengeschichte
Im Jahre 1937 errichtete die Pfarrei St. Katharina in Rastenburg in Drengfurth eine Kapelle, um den Nordosten der weitflächigen Parochie gottesdienstlich zu entlasten. Die Zahl der Mitglieder der Pfarrei war gering, und sie mussten weite Wege zum Gottesdienst in Kauf nehmen. Bis 1945 gehörte die Rastenburger Pfarrei mit der Drengfurther Kapelle zum Dekanat Masuren II, das seinen Sitz in Johannisburg (polnisch Pisz) innerhalb des damaligen Bistums Ermland hatte.
Die Neuansiedlung zahlreicher meist aus Polen und der Ukraine stammender Neubürger ließ die Zahl der Katholiken nach 1945 in dem jetzt „Srokowo“ genannten Ort rapide ansteigen. Die Kapelle wurde zu klein, und man arrangierte sich mit der evangelischen Kirche, die ihre Pfarrkirche der katholischen Kirche übereignete. 1962 wurde in Srokowo die Pfarrei „Heiligkreuz“ errichtet, die nun zum Dekanat Kętrzyn II (Nordost) im jetzigen Erzbistum Ermland gehört.

#### Orte der Pfarrei
Zur Pfarrei Srokowo gehören neben dem Dorf Srokowo zahlöreiche kleinere Dörfer, Orte und Wohnplätze:
| Polnischer Name | Deutscher Name                             |  | Polnischer Name | Deutscher Name                     |  | Polnischer Name | Deutscher Name |
| --------------- | ------------------------------------------ |  | --------------- | ---------------------------------- |  | --------------- | -------------- |
| Bajory Małe     | Klein Bajohren 1938–1945 Kleinblankenfelde |  | Księży Dwór     | Fürstenhof                         |  | Skandławki      | Skandlack      |
| Bajory Wielkie  | Groß Bajohren 1938–1945 Großblankenfelde   |  | Łęknica         | Löcknick                           |  | Solanka         | Salzbach       |
| Brzeźnica       | Birkenfeld                                 |  | Leśniewo        | Fürstenau                          |  | Srokowski Dwór  | Drengfurthshof |
| Jegławki        | Jäglack                                    |  | Leśny Rów       | Ivenhof                            |  | Suchodoły       | Friedenthal    |
| Kałki           | Sechserben                                 |  | Lipowo          |                                    |  | Surwile         | Serwillen      |
| Karłowo         | Karlswalde                                 |  | Osikowo         | Leitnerswalde                      |  | Szczeciniak     | Stettenbruch   |
| Kąty            | Langeneck                                  |  | Rydzówka        | Rehsau                             |  | Wilczyny        | Wolfshagen     |
| Kolkiejmy       | Kollkeim                                   |  | Silec           | Schülzen                           |  | Wólka Jankowska | Marienwalde    |
| Kosakowo        | Marienthal                                 |  | Siniec          | Groß Blaustein 1928–1945 Blaustein |  | Wysoka Góra     | Hochberg       |

#### Pfarrer
An der Heilig-Kreuz-Kirche in Srokowo amtier(t)en die Geistlichen:
| - Krzysztof Bors seit dem 1.7.2022 - Kazimierz Sawostianik (1986-2022) - Mariusz Roman (2007–2010) - Paweł Kaczmarczyk (2010–2013) | - Adam Brończyk (2013–2016) - Adrian Dynda (2016–2018) - Piotr Brygoła (seit 2018) |

## Verweise